# Mesquita de Koca Mustafá Paxá
A Mesquita de Koca Mustafá Paxá (em turco: Koca Mustafa Paşa Camii ou Sünbül Efendi Camii) é uma antiga igreja ortodoxa convertida em mesquita pelos otomanos que situa-se em Istambul, Turquia. A igreja, com o mosteiro ao lado, foi dedicada a Santo André de Creta, e foi nomeada Santo André pelo Julgamento (em grego: Μονὴ τοῦ Ἁγίου Ἀνδρέου ἐν τῇ Κρίσει; romaniz.: Monē tοu Hagiοu Andreοu en tē Krisei). Embora fortemente transformada durante os períodos bizantino e otomano, é uma das poucas igrejas em Istambul ainda existentes cuja fundação remonta ao século VI.

## Localização
O edifício situa-se em Istambul no distrito de Fatih, no bairro de Kocamustafapaşa, junto da avenida (cadesi) Koca Mustafá Paxá. Encontra-se dentro da cidade muralhada, e não muito longe do mosteiro de Estúdio, nas encostas da sétima colina de Constantinopla perto do mar de Mármara.

## História

### Período bizantino
No começo do século V, a princesa Arcádia, irmã do imperador Teodósio II (r. 408–450), ordenou a construção, próximo do Portão de Saturnino,[a] de um mosteiro dedicado a santo André. A construção, nomeada Rodofílio (em grego: Ροδοφύλιον; romaniz.: Rodophylion) estava a cerca de 600 m a oeste do portão. O monastério foi posteriormente convertido em um convento, mencionado pela primeira vez em 792. O monastério de santo André foi conhecido sob a apelação "pelo julgamento" devido ao local onde estava que chamava-se "o julgamento" (em grego: ή Κρίσις; romaniz.: hē Krisis).[b] Santo André de Creta, um mártir da luta contra a iconoclastia bizantina, morreu em 20 de novembro de 766 no fórum do Touro por causa de sua oposição às políticas iconoclastas do imperador Constantino V (r. 741–775), tendo sido enterrado lá. Devido a sua popularidade após o triunfo final da ortodoxia, a dedicação da igreja mudou de santo André, o Apóstolo para ele. Durante a segunda metade do século IX, o imperador Basílio I (r. 867–886) reconstruiu totalmente a igreja, que possivelmente tinha sido danificada durante as lutas iconoclastas.
Cerca de 1284, a princesa Teodora Raulena, sobrinha de Miguel VIII Paleólogo (r. 1259–1282) e esposa do protovestiário João Raul Petralifa, reconstruiu o monastério e a igreja, merecendo a dominação de segunda ctetorissa. Ela passou os últimos 15 anos de sua vida no mosteiro, e foi enterrada lá. Negligenciada durante a ocupação latina de Constantinopla, dois peregrinos russos que visitaram Constantinopla em 1350 e entre 1425 e 1450 mencionaram a igreja, afirmando que santo André era adorado por muitos que foram afligidos por doença. No início do século XV, a área ao redor do mosteiro foi coberta com vinhas, confirmando o declínio da cidade.

### Período otomano

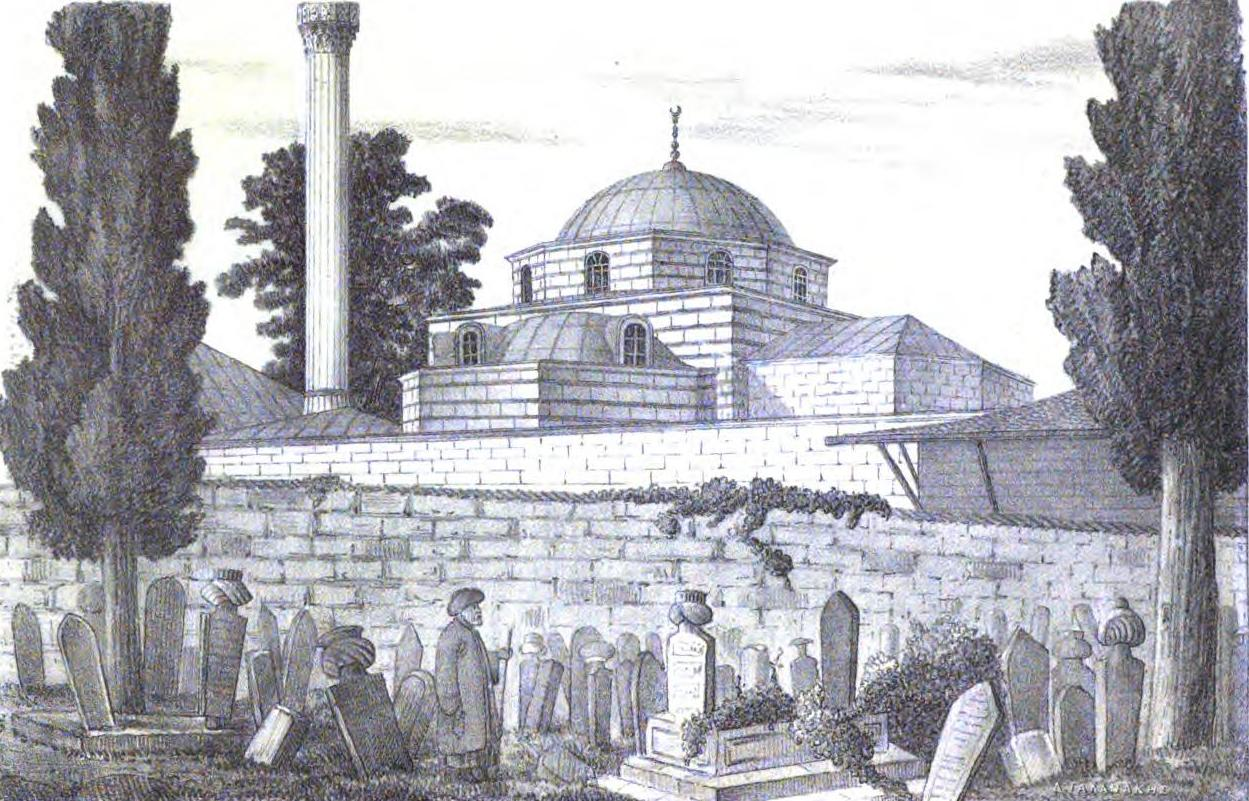
A mesquita em um desenho de 1877 de Byzantine topographical studies de A.G. Paspates

Após a conquista otomana de Constantinopla o monastério, conhecido pelos turcos como Kızlar Kilisesi ("igreja das mulheres"), continuou a ser habitada por um tempo. Entre 1486 e 1491 o Kapicibaşi (e depois grão-vizir) Koca Mustafá Paxá, executado em 1512, converteu a igreja em uma mesquita. Alguns anos depois, o edifício do monastério foi doado por seu genro, Şeih Çelebi Efendi como tekke dos dervixes da ordem khalwati. Os dervixes eram então liderados pelo mestre sufista Sümbül Efendi. Sua türbe, um destino popular para peregrinos muçulmanos, fica ao lado da mesquita, que também foi nomeada em sua homenagem. No início do século XVI, havia rixas entre o sultão Selim I e Şeih Çelebi, uma vez que o sultão queria derrubar parte do mosteiro para a construção do palácio de Topkapı. Ele morreu em 1559, tendo ele e sua esposa Safiye Hatun sido enterrado em um türbe no pátio da mesquita, perto da türbe de Mustafá Paxá. Vários xeques khalwati foram enterrados no cemitério atrás do mosteiro.

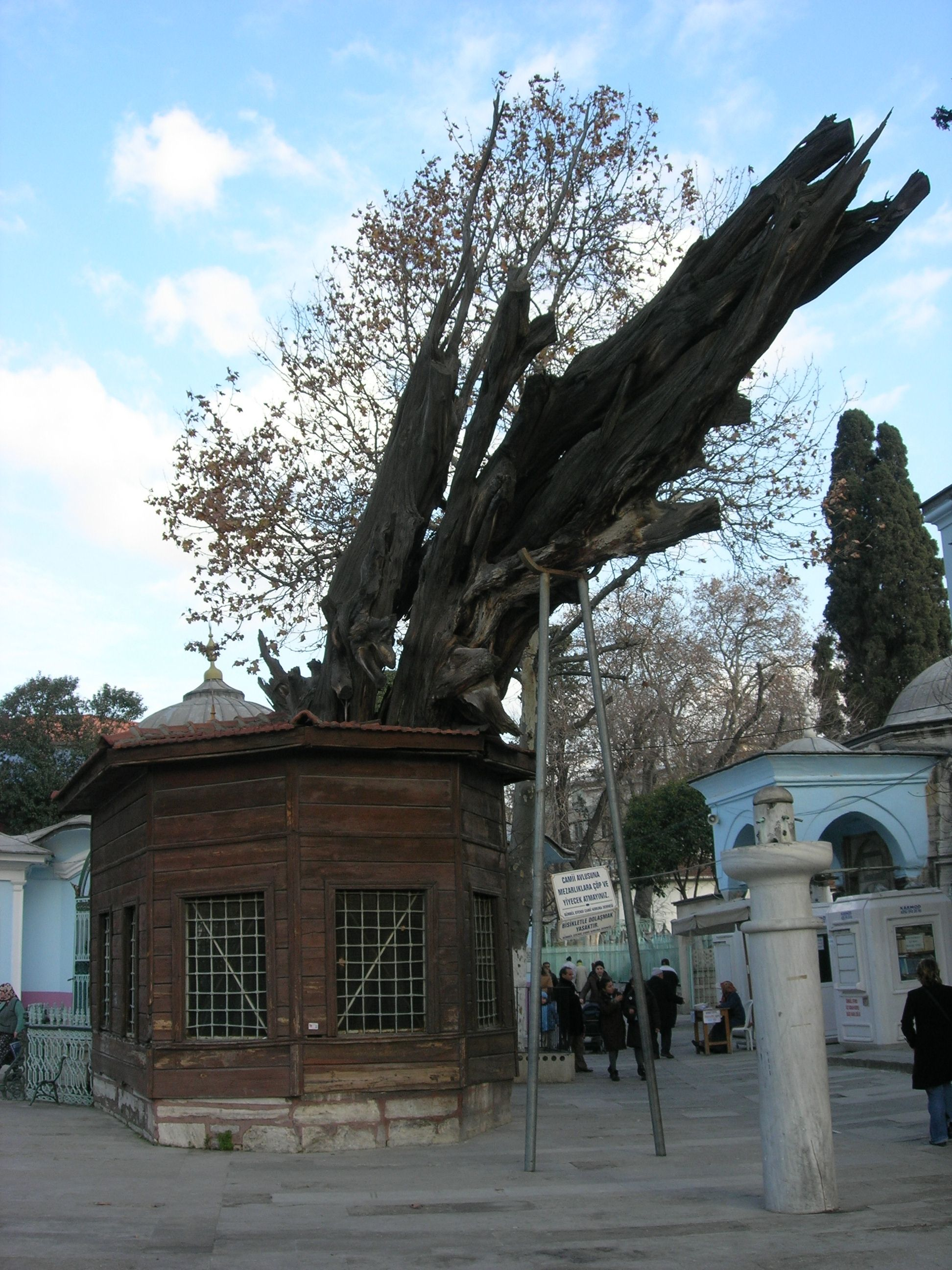
O cipreste morto

Também neste período nasceu a tradição relacionada a uma corrente pendurada a um cipreste. O cipreste está morto há muito tempo, mas ainda se mantém — juntamente com a corrente — dentre um um prédio pequeno e redondo no pátio da mesquita. A corrente era balançada entre duas pessoas que estavam afirmando declarações contraditórias, e foi dito que a corrente acertava aquele que estava dizendo a verdade. Este é um entre muitos contos populares sobreviventes sobre a mesquita (como aqueles sobre os çifte Sultanlar, os "sultões gêmeos"), todos com raízes bizantinas. Eles testemunham a fusão entre a cultura popular e crenças dos otomanos e gregos.
No começo do século XVII, o defterdar (ministro do tesouro) Ekmekçizade Ahmet Paxá (m. 1618) construiu um madraçal, os portões do complexo, um tekke e uma maktab (escola). Cerca de um século depois o hekimbaşı (médico-chefe do sultão) Giridli Nuh Efendi (m. m.–1707) fechou o tekke e ampliou o madraçal, enquanto em 1737 Kızlar Ağası Hacı Beşir Ağa erigiu no pátio uma fonte em forma de coluna. O terremoto de 1766 destruiu a cúpula do edifício, que foi reconstruído em 1768. Durante o século XIX, Mamude II (r. 1808–1839) reconstruiu o alpendre. Em 1847–1848, o sultão Abdul Mejide I (r. 1839–1861) autorizou que o muro que circunda o complexo fosse reconstruído. Alguns anos mais tarde, foram erigidas duas fontes no pátio da mesquita. Finalmente, em 1953, o prédio foi novamente restaurado.
A tradição de iluminar o minarete das mesquitas na véspera do aniversário do nascimento do profeta Maomé (Mulude) nasceu na mesquita Koca Mustafá.

## Arquitetura

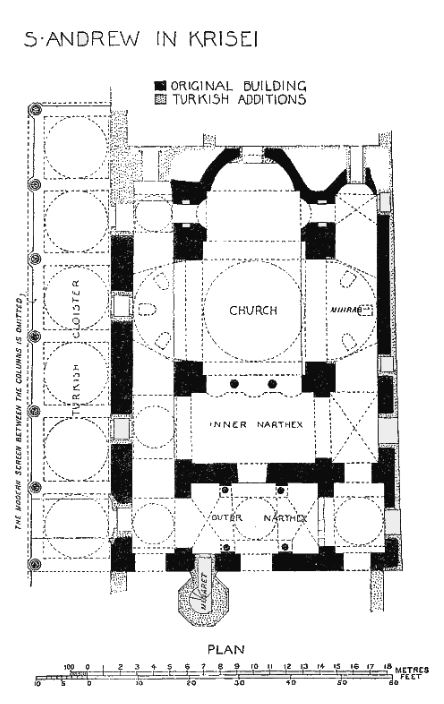
Planta da mesquita

O edifício foi originalmente do tipo ambulatório, e é orientado na direção leste-nordeste - oeste-sudoeste. Tem uma cúpula central e três absides, colocados do lado leste. Um exo-nártex e um endo-nártex estão posicionados no lado oeste. Nos outros três lados a cúpula foi originalmente cercada por arcadas encimadas por abóbadas de berço. Durante o período otomano o edifício sofreu alterações importantes. A entrada fica no lado norte, onde os otomanos construíram uma galeria coberto por cinco cúpulas. Após o terremoto de 1766, a cúpula central foi reconstruída. É circular no interior, octogonal no exterior, e apoia-se sobre um tambor perfurado por oito janelas.
Nos lados norte e sul da cúpula principal, duas meia cúpulas foram adicionadas durante o período otomano. Elas também são ambas perfuradas por três janelas, que pelo lado de fora aparentam ser dormitórios. Todas as demais cúpulas têm arcos. O arco oriental sustenta a cúpula principal e está prolongado em uma abóbada de berço bimá, ladeada por nichos que originalmente mantinham a prótese e o diacônico. Apenas o diacônico sobrevive, coberto com uma abóbada de aresta. O arco oriental que sustenta a cúpula é preenchido com uma galeria arcada tripla em duas colunas de mármore coberto por capiteis cúbicos.
O nártex interior é dividido em três compartimentos. O setentrional é coberto com uma cúpula otomana. O central é encimado por uma abóbada de berço, enquanto o sul é encimado por uma abóbada de aresta. Os dois últimos são bizantinos. O nártex exterior está dividido em cinco compartimentos, os três centrais correspondendo com aqueles do nártex interior. O compartimento central é coberto por uma abóbada central elíptica, repousando sobre um pendículo. É separado por dois compartimentos intermediários definidos por culinas contra paredes. Estes dois compartimentos são cobertos com abóbadas de aresta colocados em capiteis jônicos, que se assemelham aos utilizados na Igreja de São Sérgio e São Baco. Os dois compartimentos exteriores são encimados por cúpulas elípticas centrais e são separados dos outros por pilastras salientes.
O exterior é claramente otomano. É feito com silhares polidos, sem azulejos, e tem uma cornija moldada com pedra. Acima do tambor das meia cúpulas há uma cornija moldada com pedra. A base quadrada do tambor da cúpula e da cúpula em si são confrontados com pedras polidas alternadas com seguimentos de três tijolos fixados com uma espessa camada de argamassa. Além disso a cúpula é coroada com uma cornija moldada com pedra. O telhado é coberto com chumbo.
O mosteiro bizantino desapareceu completamento, à exceção de uma cisterna subterrânea que fica a sudeste da mesquita. Uma moldura de porta bizantina esculpida, possivelmente do século VI, pertencente ao madraçal, foi levada para o Museu Arqueológico de Istambul.